# Альпийские тритоны
Альпийские тритоны (лат. Mesotriton) — род хвостатых земноводных из подсемейства Pleurodelinae семейства настоящих саламандр.
Средние по размеру тритоны. В сухопутной фазе имеют зернистую кожу, в водной — гладкую. Паротиды не выступающие. Костальные борозды развиты слабо. Обычно у самцов по середине спины имеется гребень, в период размножения немного более крупный. Хвост уплощенный с боков. Яйца откладывают поштучно или в виде небольших цепочек. Личинки лимнофильного типа.
Ареал рода охватывает Центральную Европу с прилегающими регионами Западной, Южной и Восточной Европы: от севера и востока Франции на западе до Западной Украины и северной Румынии на востоке и от юга Дании на севере до центральной Греции на юге. Изолированные популяции распространены на северо-западе Испании и юге Италии. Интродуцированы на юге Великобритании и в Новой Зеландии.
Классически род рассматривается как монотипный, включающий только один современный вид — альпийского тритона (Mesotriton alpestris) с несколькими подвидами, которых разные авторы насчитывают до 8 или даже 10. Некоторые из них отдельные батрахологи предлагают выделить в самостоятельные виды. Например, подвид Mesotriton alpestris apuana (Bonaparte, 1839) — в вид Mesotriton apuana (Bonaparte, 1839). Он обитает в медленно текущих ручьях на северо-западе и в центре Тосканы и в Лигурии (Италия), на запад до крайнего юго-востока Франции (Приморские Альпы и Альпы Верхнего Прованса), встречается от уровня моря до высоты 1790 м, изолированная популяция на юге Италии в Калабрии. Интродуцирован на Северном острове Новой Зеландии. Кроме того, предлагается выделить подвид Mesotriton alpestris reiseri (Werner, 1902) в вид Mesotriton reiseri (Werner, 1902) и подвид Mesotriton alpestris veluchiensis (Wolterstorff, 1935) в Mesotriton veluchiensis (Wolterstorff, 1935). В таком случае ареал собственно альпийского тритона (Mesotriton alpestris) будет занимать территорию от запада Украины и севера Румынии через юг и центр Польши, восток Венгрии, север Словакии и центр Германии до юга Дании, севера, центра и востока Франции, Бельгии и Нидерландов. Изолированные популяции обитают на севере Испании. Интродуцирован на юге Великобритании.
Кроме того, в род альпийских тритонов (Mesotriton) некоторые исследователи включают один ископаемый вид — Mesotriton randeckensis (Schoch & Rasser, 2013) (при первоописании его название было Ichthyosaura randeckensis Schoch & Rasser, 2013), описанный в 2013 году из миоценового вулканического озера формации Рандек-Маар в Германии. Филогенетический анализ показал, что этот вид является сестринским видом современного альпийского тритона (Mesotriton alpestris), поэтому авторы поместили его в один с ним род. Однако более поздний анализ других авторов этого не подтвердил; по их мнению, вид Ichthyosaura randeckensis не может принадлежать к роду альпийских тритонов (Mesotriton).